# Vlag van Lisse

Vlag van de gemeente Lisse

De vlag van Lisse is een gemeentevlag van de Zuid-Hollandse gemeente Lisse. De vlag is op 1 augustus 1958 bij raadsbesluit vastgesteld en heeft drie gelijke banen in de kleuren geel, blauw en geel. De kleuren zijn gelijk aan de gebruikte kleuren in het gemeentelijk wapen. De vlag van Lisse is opgenomen in het vlaggenregister van de Hoge Raad van Adel.

## Inclusieve vlag

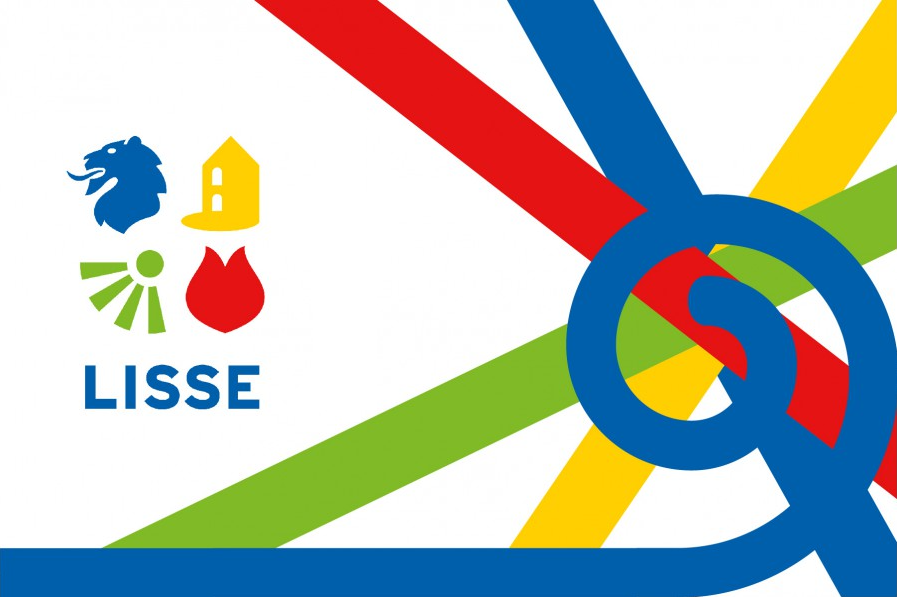
Inclusieve vlag van de gemeente

In 2018 heeft de gemeente een speciale vlag gekozen om te benadrukken dat Lisse een inclusieve gemeente is. Deze logovlag toont het gemeentelogo inclusief belettering op een witte achtergrond met in de vluchtzijde een spiraal en een aantal lijnen in de kleuren van het logo. Het ontwerp van de vlag is van Ruud Huijts en Stefan IJzerman.

## Verwante afbeelding

Wapen van Lisse

Alblasserdam
· Albrandswaard
· Alphen aan den Rijn
· Barendrecht
· Bodegraven-Reeuwijk
· Capelle aan den IJssel
· Delft
· Den Haag
· Dordrecht
· Goeree-Overflakkee
· Gorinchem
· Gouda
· Hardinxveld-Giessendam
· Hendrik-Ido-Ambacht
· Hillegom
· Hoeksche Waard
· Kaag en Braassem
· Katwijk
· Krimpen aan den IJssel
· Krimpenerwaard
· Lansingerland
· Leiden
· Leiderdorp
· Leidschendam-Voorburg
· Lisse
· Maassluis
· Midden-Delfland
· Molenlanden
· Nieuwkoop
· Nissewaard
· Noordwijk
· Oegstgeest
· Papendrecht
· Pijnacker-Nootdorp
· Ridderkerk
· Rijswijk
· Rotterdam
· Schiedam
· Sliedrecht
· Teylingen
· Vlaardingen
· Voorne aan Zee
· Voorschoten
· Waddinxveen
· Wassenaar
· Westland
· Zoetermeer
· Zoeterwoude
· Zuidplas
· Zwijndrecht

Dubbeldam
· Gouderak
· Heerjansdam
· Herkingen
· Hoek van Holland
· Kaag
· Katwijk
· Kijkduin
· Klaaswaal
· Lekkerkerk
· Lisse
· Maasdam
· Maasland
· Middelharnis
· Nieuwe-Tonge
· Noordeloos
· Ooltgensplaat
· Ouddorp
· Rijnsburg
· Rockanje
· Scheveningen
· Stad aan 't Haringvliet
· Stellendam
· Tiengemeten
· Valkenburg
· Wieldrecht